# Гастрофолисы
Гастрофолисы (лат. Gastropholis) — род пресмыкающихся из семейства настоящих ящериц (Lacertidae), обитающий в тропическом поясе Африки (Либерия, Кот-д'Ивуар, Гана, западный Камерун, Экваториальная Гвинея, ДР Конго, восточная Кения, Танзания).

## Происхождение названия
Название «Gastropholis» происходит от древнегреческих слов (γαστήρ) что значит «брюхо, желудок» и (φολίς) — «чешуя, пластинка». Общепринятым названием этих ящериц является «килебрюхие ящерицы».

## Среда обитания и образ жизни
О них не так много известно, но все виды этого рода ведут дневной, зачастую скрытный, образ жизни, передвигаясь преимущественно по деревьям. Гастрофолисы населяют леса, редколесье и заросли прибрежных равнин до 2000 метров над уровнем моря. Обычно они живут высоко на деревьях; 10 метров или более над уровнем земли, и прячутся в норах или под рыхлой корой. Вслед за солнцем и пищей (насекомые и другие членистоногие, а также более мелкие ящерицы) они передвигаются по ветвям, используя свои цепкие хвосты как органы равновесия.
Яйца откладывают в сырых дуплах деревьев. Gastropholis prasina, как известно, производят кладку из пяти яиц. При температуре инкубации 26—29° вылупление наблюдается через 61 дня.

## Внешний вид
У гастрофолисов, как и у других представителей семейства, обитающих в экваториальной Африке (Adolfus, Congolacerta, Holaspis), неизменно отсутствовало теменное отверстие; теменная чешуя у них простирается до края теменной поверхности и одна чешуйка располагается в заносоглоточной части головы.
Виды рода Gastropholis характеризуются большим количеством брюшных чешуек (10—14 рядов, у других настоящих ящериц экваториальной Африки только 6 поперечных рядов), килеобразной брюшиной (ровная у всех остальных представителей) и длинным цепким хвостом. Гастрофолисы — крупнейшие из семейства настоящих ящериц экваториальной Африки, длина взрослой особи которых достигает 80—110 см. Они хорошо приспособлены для лазания, имея в своём арсенале длинные конечности, крючковатые когти и длинный хвост.

## Классификация
В состав рода включают 4 вида:
- Gastropholis echinata (Cope, 1862)
- Gastropholis prasina Werner, 1904
- Gastropholis tropidopholis (Boulenger, 1916)
- Gastropholis vittata Fischer, 1886